# 苏宏业
苏宏业 (1969年—)，中华人民共和国教育部长江学者特聘教授，浙江大学教授，主要从事复杂生产过程建模、控制与优化理论与技术研究。

## 生平
1995年获浙江大学工业自动化专业工学博士学位，2013年至2022年任工业控制技术国家重点实验室主任。